# Monster Monsun
Monster Monsun, född 14 juni 2009, är en svenskfödd kallblodig travhäst. Som tävlingshäst tillhörde han kullen främsta hästar som unghäst och vann Medelpads Hästavelsförenings 3-åringslopp på Bergsåker 2012, vilket det året var ett av de högst doterade loppen för treåringar. Han kvalificerade sig till final i Biri Oppdrettningsløp och till Svenskt Kallblodsderby. Som äldre segrade han i Jon Olssons Minne, V75 på Bollnästravet samt tog en andraplats i Svenskt Mästerskap i Monté 2015 där han gick under det då gällande svenska rekordet. Monster Monsun diskades som vinnare på V75 2015 där han var först i mål men fråntogs segern på grund av en för lång galopp 500 meter från mål. 

### Nekades bli avelshingst – fick revansch
Vid två tillfällen nekades Monster Monsun att bli godkänd avelshingst vid avelsvärderingen för Svensk Travsport. Ägaren stod på sig och fick använda hingsten som ”egen hingst” och 2017 föddes två avkommor – Monster Merete och Monster Mustasch. Båda hästarna tillhörde kullens bästa som fyraåringar och Monster Merete vann hela 13 lopp 2021, blev den vinstrikaste svenskfödda hästen det året och blev historisk den 11 september 2021 då hon vann Norskt Hoppederby på Bjerke Travbane, Oslo. Hon var blott den andra svenskfödda stoet genom tiderna att vinna loppet som körts sedan 1982. Det andra svenskfödda stoet är Uggla i Mossen. 
Räknar man in den öppna klassen har loppet körts sedan 1932 och där har endast två svenskfödda hingstar lyckats vinna – Järvsöfaks 1998 och Järvsöviking 2008. Noterbart är att av de fyra svenskfödda hästar som vunnit Norskt Derby är tre av hästarna efter Järvsöfaks som under sin livstid fick 1164 avkommor. 
Hingstavkomman född 2017 Monster Mustasch, blev 2021 den näst snabbaste svenskfödda fyraåringen genom tiderna med 1.22,1ak. Han godkändes som avelshingst samma år. 
Monster Monsun godkändes för avel hösten 2020 efter att de två avkommorna startat och vunnit lopp som treåringar samma år. Efter beslutet har hingsten verkat i kommersiell avel 2021-2025. 